# (66939) Franscini
(66939) Franscini (1999 WQ8) – planetoida z pasa głównego asteroid okrążająca Słońce w ciągu 5,11 lat w średniej odległości 2,96 j.a. Odkryta 28 listopada 1999 roku.